# Muskoka Lakes
Muskoka Lakes to gmina (ang. township) w Kanadzie, w prowincji Ontario, w dystrykcie Muskoka.
Powierzchnia Muskoka Lakes to 781,6 km².
Według danych spisu powszechnego z roku 2001 Muskoka Lakes liczy 6042 mieszkańców (7,73 os./km²).